# باتريك أكنيل
باتريك أُكنيل لاعب كرة قدم ومدرب من إيرلندا من مواليد عام 1887 لعدب لعدة اندية في إيرلندا وإنجلترا أهمها شيفيلد وينزداي هال سيتي مانشستر يونايتد بعد اعتزالة اللعب اتجه للتدريب ودرب عدة أندية في إسبانيا أهمها نادي برشلونة الذي دربة ما يقارب أربعة سنوات ونصف خلال عامي 1935- 1940 حقق مع نادي برشلونة بطولة دوري كاتالونيا ثلاثة مرات، ودرب عدة أندية أخرى في إسبانيا من بينها نادي إشبيلية وريال بتيس.
1. ↑  المدرب باتريك أُكنيل مدرب مع نادي برشلونة نسخة محفوظة 30 يوليو 2012 على موقع واي باك مشين.